# 王驰 (足球运动员)
王驰（1989年8月25日—），中国足球运动员，司职后卫，现效力于中乙球队青海森科。2010年河南建业的报名表上王驰的出生日期为4月4日，然而此后2011年河南建业的报名表、2012年青海森科的报名表上他的出生日期均变成了8月25日。